# Quận Norman, Minnesota
Quận Norman là một quận thuộc tiểu bang Minnesota, Hoa Kỳ.
Quận này được đặt tên theo. Theo điều tra dân số của Cục điều tra dân số Hoa Kỳ năm 2000, quận có dân số 7442 người. Quận lỵ đóng ở Ada6.

## Địa lý
Theo Cục điều tra dân số Hoa Kỳ, quận có diện tích 2271 km2, trong đó có 1 km2 là diện tích mặt nước. Sông Red tạo thành ranh giới phía tây quận còn sông Wild Rice tạo thành ranh giới phía đông và đổ vào sông Red.

### Các xa lộ chính
| - U.S. Highway 75 - Minnesota State Highway 9 - Minnesota State Highway 32 - Minnesota State Highway 113 | - Minnesota State Highway 200 |

### Quận giáp ranh
- Quận Polk  (bắc)
- Quận Mahnomen  (đông)
- Quận Becker  (đông nam)
- Quận Clay  (nam)
- Quận Cass, North Dakota  (tây nam)
- Quận Traill, North Dakota  (tây)